# Аулос
Аулос (грч. αυλός) (лат. tibia) — дувачки инструмент старих Грка, за кога се може рећи да је претходник инструмента који се данас назива обоа. 
У Грчкој је постојало неколико врста једноструких и двоструких аула на којима су се могли извести главни тоналитети.
Аулос је био омиљени инструмент сатира.